# Caso José Higgens
O Caso José Higgens relata a aparição de OVNI no dia 23 de julho de 1947 na Colônia Goio-Bang, então município de Pitanga (atual município de Luiziana). Este caso é considerado o primeiro do Paraná e uma das mais antigas aparições de OVNIs do Brasil (aparições registradas na imprensa).

## Fatos
No dia 23 de julho de 1947, uma equipe de agrimensura trabalhava colhendo dados em campo, quando ouviram um estranho som agudo saindo da mata fechada. Ao constatar tais ruídos, avistaram um objeto discoidal com aproximadamente 30 metros de diâmetro de coloração cinzenta-esbranquiçada, encontrando-se pousado e apoiado em pés metálicos recurvados.
A equipe, ao constatar o estranho objeto, fugiu, menos o chefe destes, o topógrafo José C. Higgens, que permaneceu observando o fato.
Com grande repercussão na época, Higgens relatou ter visto três seres estranhos com cerca de dois metros de altura, os quais manifestaram sinais, sons agudos e altos. Após breve contato, Higgens afastou-se do local e de longe observou os alienígenas brincando como crianças, dando saltos e atirando para longe pedras de tamanho descomunal. Após meia hora, estes seres retornaram a nave e esta ergueu no ar, até as nuvens e dirigindo-se para o norte, não sendo mais vista.